# Монте Сан Пјетро
Монте Сан Пјетро (итал. Monte San Pietro) је насеље у Италији у округу Болоња, региону Емилија-Ромања.
Према процени из 2011. у насељу је живело 56 становника. Насеље се налази на надморској висини од 286 м.

## Становништво
| 1931. | 1936. | 1951. | 1961. | 1971. | 1981. | 1991. | 2001.  | 2011.  |
| ----- | ----- | ----- | ----- | ----- | ----- | ----- | ------ | ------ |
| 6.807 | 6.664 | 6.510 | 4.465 | 3.575 | 5.016 | 7.568 | 10.280 | 10.820 |